# Nannie Doss
Nannie Doss, all'anagrafe Nancy Hazle Doss (Blue Mountain, 4 novembre 1905 – McAlester, 2 giugno 1965), è stata una serial killer statunitense soprannominata The Gigglin Granny (la "nonna ridacchiante") per via del sorriso ironico che mostra in parecchie delle foto che la ritraggono.
In totale uccise 12 persone, tra cui due suocere, due nipoti, sua madre, una delle sue sorelle, quattro mariti e due dei suoi figli mediante l'utilizzo di veleno per topi o arsenico.

## Biografia
Nannie Doss (ovvero Nancy Hazel Doss con il soprannome e il cognome dell'ultimo marito) nacque nel 1905 a Blue Mountain nell'Alabama da Jim Hazel, un padre alcolista e collerico e una madre invece affettuosa, Louisa "Lou" Holder Hazel; era la maggiore di tre sorelle e un fratello.
A 7 anni, durante un viaggio in treno con tutta la famiglia, Nannie subì un grave incidente; a causa di una brusca frenata, Nancy sbatté fortemente la testa procurandosi una ferita che nel tempo non le diede tregua causandole frequenti emicranie. Secondo le sue affermazioni, questa sarebbe stata la causa principale della sua vita da serial killer.
Tutte e quattro le sorelle occupavano le giornate con lo studio, con il lavoro nei campi e con le faccende domestiche. Nancy, in particolare, crebbe trascorrendo la sua adolescenza alla ricerca di un amore romantico, ma il padre le proibiva anche di truccarsi e di frequentare i suoi coetanei, specialmente se di sesso maschile. Nonostante il severo divieto, crescendo Nannie cominciò a frequentare di nascosto i ragazzi del luogo.

### Primo matrimonio

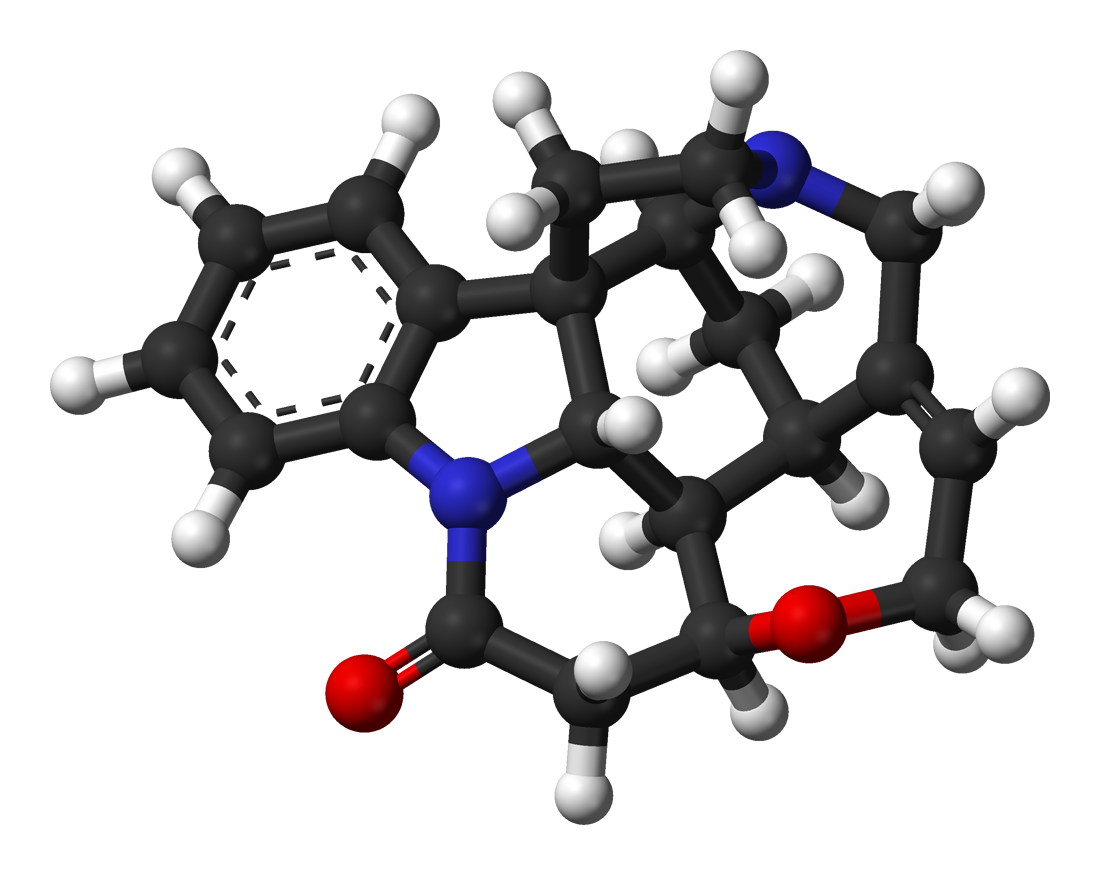
La stricnina, il veleno per topi utilizzato in alcuni omicidi

Nel 1921 trovò lavoro come operaia in una fabbrica nella vicina Anniston dove si produceva lino. Lì incontrò il sedicenne Charles "Charley" Braggs che, dopo essere stato presentato al padre, venne accolto ben volentieri in famiglia. I due si sposarono ed ebbero quattro figli in poco tempo, ma sei anni dopo Nancy ne uccise due mettendo del veleno per topi (stricnina) nelle loro minestre; inspiegabilmente dopo poco tempo morì anche la madre di Charlie, con cui Nancy aveva una forte rivalità.
Nessuno capì che si trattasse di omicidio, ma il marito sospettò di Nancy; chiese il divorzio nel 1927 (lo ottenne nel 1928) e se ne andò con una delle due figlie rimaste, tornando un anno dopo con una nuova compagna e cacciando l'ex moglie di casa. Nannie ritornò a casa dei suoi genitori con le due figlie rimaste, lasciandole per lo più alle cure di sua madre. Lei invece iniziò a lavorare in un laminatoio di cotone locale per mantenere se stessa e i suoi figli. Impiegò il tempo restante alla ricerca di un nuovo marito, tramite annunci e ricerche sulla rivista intitolata Cuori solitari. Cominciò così a frequentare Frank Harrelson di Jacksonville (Carolina del Nord), che sposò poco dopo.

### Secondo matrimonio
Il matrimonio andò avanti per sedici anni, ma fu tutt'altro che felice, in quanto Frank si rivelò essere anch'egli un alcolista e venne arrestato spesso per rissa. Durante questo matrimonio Melvina, la primogenita di Nannie, ebbe due figli. Subito dopo il parto del secondo figlio di Melvina, Nancy lo uccise infilando uno spillone nella testa del neonato. Nessuno sospettò qualcosa, anche se Melvina aveva un ricordo confuso: sul letto dell'ospedale credette infatti di aver sognato distrattamente la madre che infilzava la testa della bambina. Nancy fu effettivamente vista giocare con uno spillone all'interno dell'ospedale, ma Melvina immaginò di aver sognato la scena e così la morte della figlia sembrò un naturale decesso successivo al parto.
Tempo dopo Melvina litigò con il marito e decise di andare per qualche tempo da suo padre, lasciando il primo figlio alla madre Nancy. Mentre la figlia era via, Nancy stipulò una ricca assicurazione sulla vita del nipote Robert (circa $ 500), dopodiché lo uccise asfissiandolo, senza sollevare alcun sospetto. Quello stesso anno uccise anche suo marito Frank; una sera del 1945 questi tornò a casa ubriaco, dopo una notte di festa con amici che erano tornati dal servizio prestato durante la seconda guerra mondiale, e costrinse Nancy ad avere rapporti sessuali con lui. Il giorno seguente ella decise di ucciderlo mettendo del veleno per topi nella sua bottiglia di whisky e anche questa morte non destò sospetti, poiché a causa dell'alcool Frank aveva molti problemi fisici. Egli morì il 15 settembre 1945.

### Terzo matrimonio
Nel 1947 Nannie si trasferì a Lexington in Carolina del Nord, dove conobbe e sposò Arnie Lanning. Tuttavia anche questo matrimonio non si rivelò sereno; anche lui era un alcolista. Utilizzando lo stesso metodo utilizzato per il precedente marito, Nannie uccise anche Arnie, che venne tuttavia considerato morto per insufficienza cardiaca data la sua abitudine di bere alcolici. La sorella e la madre di quest'ultimo reclamarono il diritto di ottenere la casa del defunto Arnie, così Nancy la diede alle fiamme e uccise la madre di Arnie per incassare i soldi dell'assicurazione. In seguito Nannie si trasferì dalla sorella Dovie e uccise anche lei con del veleno. Dopo averne ereditato la casa, tramite un'agenzia matrimoniale conobbe Richard Morton, con cui si sposò.

### Quarto matrimonio
Dopo un primo periodo di felicità, Nannie scoprì che Richard si tratteneva spesso in città poiché aveva una o più amanti; decise così di uccidere anche lui. Nel frattempo però morì anche il padre di Nannie e sua madre, per non restare sola, si trasferì nel gennaio 1953 da lei e suo marito Richard. Così Nannie uccise per prima la madre e dopo circa tre mesi anche il marito, dopo che questi aveva bevuto un thermos di caffè che Nannie aveva appositamente preparato con l'arsenico. Nel frattempo aveva già cercato annunci di single sulla solita rivista, conoscendo Samuel Doss di Tulsa, con cui si sposò nel giugno del 1953.

### Quinto matrimonio e ultima vittima
I primi tempi furono felici poiché Doss non era un alcolizzato, ma dopo un po' anche questo matrimonio si trasformò in un rapporto noioso, così Nannie decise di andarsene. Il marito, tramite varie lettere, la implorò di cambiare idea e lei decise di ritornare solamente dopo aver ottenuto che il suo nome apparisse sul conto bancario del consorte e di diventare la beneficiaria di due polizze assicurative per la vita. Rientrata a casa del marito, decise subito di ucciderlo con una torta di prugne avvelenata con l'arsenico, ma non vi riuscì. Sam cominciò a sentirsi male e rimase ricoverato in ospedale per un mese, ma riuscì comunque a salvarsi.
Nessuno ancora sospettava di Nannie, ma la notte stessa in cui Sam tornò dall'ospedale, la donna fece un secondo tentativo, riuscendo questa volta a uccidere il marito utilizzando il suo metodo ben rodato, ovvero mettendo l'arsenico nel caffè. Stavolta il medico curante di Samuel incominciò ad avere dei sospetti su Nannie, dato che il suo paziente era appena stato dimesso dall'ospedale in salute. Le chiese quindi di acconsentire a un'autopsia, spiegandole che avrebbe salvato altre vite in futuro se avesse potuto determinare quale malattia aveva causato la morte del marito. Quando il dottore trovò abbastanza arsenico nel corpo di Doss da uccidere un cavallo, avvisò subito la polizia, che arrestò la donna.

### Arresto e condanna
Nannie decise di confessare tutto solo dopo che la polizia minacciò di confiscarle le riviste di annunci di Cuori solitari e, dopo dodici omicidi, nel 1955 fu condannata all'ergastolo. A 48 anni rischiò di essere la prima donna a dover affrontare la sedia elettrica in Oklahoma, ma dopo due anni di carcere un giudice la dichiarò folle. Il magistrato spiegò poi che non aveva voluto creare un "precedente" andando a giustiziare una donna e specialmente non una persona con disabilità mentale.
Doss apparve entusiasta per la prospettiva della vita in carcere, dove divenne famosa per la sua abitudine di sorridere allegramente e ridacchiare mentre parlava dei suoi crimini; fu così che guadagnò il soprannome di giggling granny ("nonna ridacchiante"). Intervistata sulla sua vita in prigione, Doss si lamentava che l'unico lavoro che le fosse permesso era nella lavanderia, notando che le sue offerte per lavorare in cucina erano state educatamente rifiutate. Il 2 giugno 1965 morì di leucemia nel penitenziario dell'Oklahoma, nel decimo anniversario della sua carcerazione, e fu sepolta nel cimitero di Maple Grove a Russellville, in Kentucky.